# Famille Ea-ilûta-bâni
La famille Ea-ilûta-bâni est une famille qui a vécu du VIIIe au Ve siècle av. J.-C. à Borsippa, en Mésopotamie. Plusieurs dizaines de tablettes d'argiles, datées de 687 à 486 av. J.-C., qui constituent les archives de cette famille, ont été conservées jusqu'à nos jours. Leur étude est une mine d'informations sur la vie quotidienne et les mœurs d'une famille de notables de cette époque.

## Pour approfondir